# Annessione di Liegi alla Francia

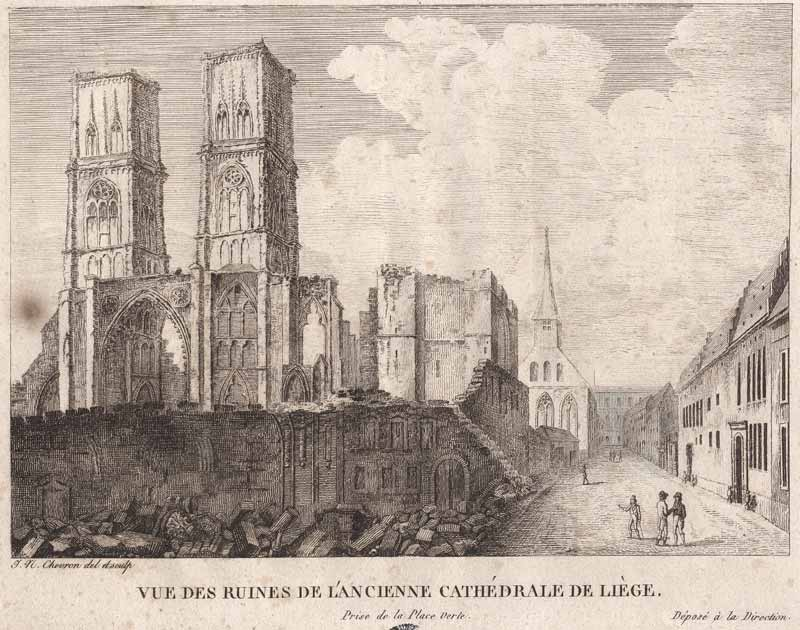
Distruzione della Cattedrale di Saint-Lambert, da parte dei giacobini di Liegi.

Con l'espressione Annessione di Liegi alla Francia si definisce il movimento politico dei giacobini, al seguito delle truppe del Dumouriez, che, nel 1793, sancì la fine del Principato vescovile di Liegi.

## Contesto
Il 18 agosto 1789 un'insurrezione popolare, guidata dal giacobino Jean-Nicolas Bassenge si impossessò degli edifici pubblici di Liegi e del Principe vescovo de Hoensbroeck, forzandolo a reintrodurre l'antica costituzione medievale del Principato, che garantiva poteri assai maggiori all'assemblea del primo, del secondo e del terzo stato. Allorché, alcuni giorni più tardi, il Principe vescovo fuggì a Treviri, in Germania, i più radicali fra gli insorti proclamarono, a Liegi, la repubblica.
Essa venne rovesciata dalle truppe imperiali di Leopoldo II, che dopo aver represso la Rivoluzione del Brabante, entrarono in Liegi il 12 gennaio 1791. De Hoensbroeck recuperò il proprio trono e procedette ad una repressione che spinse diversi oppositori all'esilio, la maggior parte dei quali si rifugiò a Parigi.

## L'invasione francese
Nel 1792 de Hoensbroeck morì e gli succedette de Méan. Poco dopo egli dovette fuggire a seguito della battaglia di Jemappes, il 6 novembre 1792, che permise alle truppe francesi del Dumouriez di assumere il controllo del Principato e dei Paesi Bassi austriaci.
Dumouriez fece il proprio ingresso trionfale in Liegi il 28 novembre e al suo seguito rientrarono gli esuli fuggiti dal Principato a seguito della Rivoluzione di Liegi.  Mentre il Principe vescovo de Méan fuggiva verso la Germania.

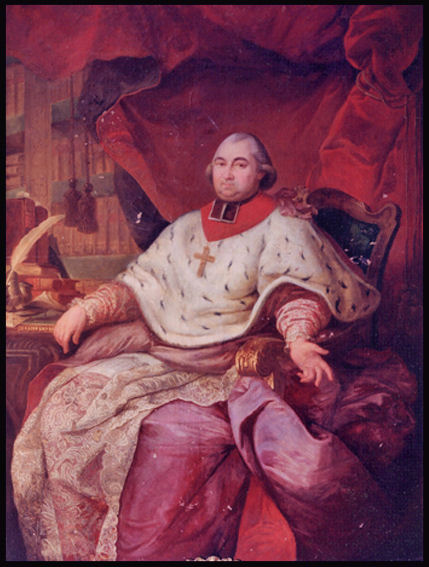
François-Antoine-Marie de Méan, ultimo principe-vescovo di Liegi

## La politica giacobina
Fu questo il momento in cui i giacobini di Liegi si resero responsabili dell'atto cui maggiormente è collegata la loro memoria: la distruzione della Cattedrale di San Lamberto. Un atto altamente simbolico che li collegò, anche idealmente, ai loro confratelli di Francia.
Nel mentre, le autorità militari francesi fecero piazza pulita delle antiche istituzioni del Principato. Segnando una marcata discontinuità rispetto a quanto gli stessi protagonisti della Rivoluzione di Liegi avevano fatto, soltanto due anni prima, allorché avevano sì cacciato il Principe vescovo ma in nome di un ritorno alle antiche costituzioni medievali e conservato gli 'Stati', ovvero l'assemblea dei tre stati del principato, ancorché debitamente epurati.
Questa volta i Francesi sostennero l'elezione di assemblee popolari, a suffragio universale maschile. Naturalmente avendo curato di garantire un ruolo primario alla società degli amici della Libertà direttamente ispirata al modello del Club dei Giacobini.

## Il Plebiscito
Uno dei suoi leader principali, il Jean-Nicolas Bassenge, ebbe l'incarico di presentare un rapporto che fece approvare alla municipalità di Liegi: qui si sosteneva che, avendo il Principato vescovile di Liegi deciso di separarsi dall'Impero, non vi fosse altra soluzione che unirsi alla Francia.
Queste furono i termini che, nel 1793, vennero proposti al voto popolare. Nella sola città di Liegi vennero registrati 9 700 votanti, circa il 50% degli aventi diritto. Di essi solo 40 si espressero a sfavore. Né si potrebbe immaginare che le forze francesi di occupazione avrebbero ammesso altro esito. Tuttavia, i dati dell'affluenza sembrano restituire un consenso assai maggiore di quello registrato nei paralleli plebisciti forzosi, che si tenevano nei Paesi Bassi austriaci: ad esempio, 3 000 a Mons e 2 000 nella grande città di Gand.

## Avvenimenti successivi
Poco dopo la conclusione del plebiscito, Dumouriez venne rotto dagli Imperiali del Principe di Coburgo a Neerwinden, e il Principato vescovile venne, per la seconda volta, restaurato.
Nel 1794, alla battaglia di Fleurus, i Francesi cacciarono per la seconda volta gli Imperiali e, nel 1795, confermarono l'annessione alla Francia, che durò sino al 1814 quando Liegi, in seguito al Congresso di Vienna che confermò la fine di tutti i principati ecclesiastici (già decisa nel 1803), venne assegnata al nuovo Regno Unito dei Paesi Bassi; l'ultimo principe-vescovo di Liegi, De Méan (1756-1831), vide comunque confermato titolo e rango principesco e gli venne assegnata nel 1817 la guida dell'arcidiocesi di Malines e quindi il ruolo di Primate. Da lì guidò la Chiesa cattolica in Belgio verso un atteggiamento favorevole al cattolicesimo liberale che portò nel 1830 alla nascita dell'attuale Regno del Belgio.